# Forteresse Ozama
La forteresse Ozama est une forteresse située à Saint-Domingue en République dominicaine, servant historiquement à protéger la ville. Elle est construite entre 1502 et 1505 sous la gouvernance de Nicolás de Ovando à l'embouchure (rive droite) de la rivière Ozama. Elle constitue l'une des premières constructions militaires européennes en Amérique. Elle comprend une tour principale appelée tour de l'Hommage, haute de 18 mètres et d'inspiration médiévale. L'ensemble sert de prison jusque dans les années 1960. Elle est incluse dans la zone coloniale, quartier de Saint-Dominique inscrit au patrimoine mondial de l'UNESCO,.